# Stictonaclia hova
Stictonaclia hova là một loài bướm đêm thuộc phân họ Arctiinae, họ Erebidae.